# Enrique Borja
Enrique Borja (30 de desembre de 1945) és un exfutbolista mexicà.

## Selecció de Mèxic
Va formar part de l'equip mexicà a la Copa del Món de 1966.